# Disset
El disset, desset o dèsset, és el nombre natural que precedeix el nombre divuit i segueix el nombre setze. S'escriu 17 en xifres àrabs, XVII en les romanes i 十七 en les xineses. És un nombre primer i també s'anomena "nombre de Feller" en honor d'un matemàtic que l'usava com a nombre de testeig. És el tercer nombre primer de Fermat.
Ocurrències del nombre disset:
- Plutarc explica que els pitagòrics tenien aversió al 17 perquè està entre el 16 i el 18 que són els únics nombres que poden ser a la vegada l'àrea i el perímetre d'un rectangle.
- Per diferents motius, també ho és a Itàlia (ja que XVII és un anagrama de "vixi", he viscut i, per tant, s'evita en avions, hotels...).
- És un jurament en suec.
- Per als musulmans és un nombre sagrat, ja que indica el nombre de gestos lligats a les oracions rituals del dia[1]
- Un haiku japonès té 17 síl·labes.
- Als països nòrdics el 17è dia de l'any es considera el centre de l'hivern.
- Gauss demostrà que podia construir un polígon de 17 costats només amb regle i compàs, començant així la seva fama.
- Designa l'any 17 i el 17 aC.
- És el cinquè nombre de la sort d'Euler.
- És el quart nombre primer de Proth.